# Bullyparade
Die Bullyparade war eine deutsche Comedy-Show, die vom 24. Mai 1997 bis 2002 auf ProSieben ausgestrahlt wurde. Ihre größte Popularität erlangte die Serie nach anfänglich schlechten Einschaltquoten durch den Erfolg des Kinofilms Der Schuh des Manitu, den das Bullyparade-Team auf Basis einer Sketchreihe aus der Bullyparade entworfen hat. Daraufhin entschloss sich das Bullyparade-Team, die Sendung auf dem Höhepunkt ihres Erfolgs einzustellen. Die Titelmelodie der Bullyparade ist das Stück „Hollywood Follies“ von Ray Davies. 2006 waren auf ProSieben Wiederholungen bzw. zusammengeschnittene Specials zu sehen. ProSieben beschränkt sich hierbei jedoch nur auf die letzten beiden, erfolgreichsten Staffeln, nicht zuletzt weil sich das Format seit Beginn deutlich gewandelt hatte und Zuschauer, die erst durch den Kinoerfolg von Der Schuh des Manitu auf die Sendung aufmerksam wurden, nicht an den alten Stil gewöhnt waren.
Als Nachfolgesendung entstand 2004 Bully & Rick. Christian Tramitz bekam eine eigene Sendung namens Tramitz and Friends.
Wiederholungen der Bullyparade werden im digitalen Fernsehen sowohl auf dem Sender ProSieben Fun (früher: Sat.1 Comedy) als auch auf ihrem „Heimatkanal“ ProSieben ausgestrahlt.
Anlässlich des 20-jährigen Jubiläums der Show erschien der Kinofilm Bullyparade – Der Film mit Michael „Bully“ Herbig, Christian Tramitz und Rick Kavanian, der am 17. August 2017 in die Kinos kam.

## Wandel des Konzepts
Ursprünglich drehte sich die Sendung um die Figur „Bully“, verkörpert von Michael Herbig. Diese Figur trug grellfarbene (z. B. quietschgelbe) Anzüge, sprach mit erhöhter Stimme, lispelte ein wenig und produzierte demnach für sich im Keller die Sendung Bullyparade. Die Figur des Bully ist auch Hauptfigur des ursprünglich als Pilotfilm zur Bullyparade geplanten Fernsehfilms Easy Bully, der jedoch zunächst nicht ausgestrahlt wurde. Rubriken wie „Bully und die Tapete“ sind neben kurzen Übergangsmoderationen von Bully zwischen den Sketchen die einzigen, die in „Bullys“ Studio aufgenommen wurden. Außer dieser Figur befand sich lediglich die Hintergrundtänzerin Diana Herold im Studio. Christian Tramitz und Rick Kavanian waren zunächst nur in den Sketcheinspielern zu sehen. Sketchreihen der ersten Stunde waren neben „Bully und die Tapete“ beispielsweise „Piloten aus Leidenschaft“ und „Die aktuelle Ted-Umfrage“. Der ursprüngliche Sendeplatz war Sonntag 19 Uhr.
Im Laufe der Zeit geriet die Figur des Bully von Staffel zu Staffel zunehmend in den Hintergrund und bestand am Ende lediglich im Spitznamen von Michael „Bully“ Herbig. Das Verschwinden von Bully war auch am optischen Auftreten des Moderators ablesbar. Die Farbe bzw. der Stil der getragenen Anzüge und die Sprechweise normalisierten sich und die ursprünglich mehr als schulterlangen Haare wurden stückweise kürzer. Entsprechend wurden Rubriken wie „Bully und die Tapete“ nur noch sehr selten – kaum ein Mal pro Staffel – verwendet. Schließlich wurde die Sendung tatsächlich vor einem Live-Publikum aufgezeichnet. Entsprechend wurden auch zunehmend (neue) Sketchreihen live im Studio gespielt, anstatt als reiner Einspieler gezeigt zu werden. Die Sendung erhielt mit einer Studioband, dem Sendeplatz am Montagabend und gelegentlichen Stargästen zunehmenden Late-Night-Charakter.

## Hauptdarsteller
- Michael Herbig, bekannt als Bully, wirkte in der Sendung als Schauspieler mit und fungierte außerdem als Regisseur, Produzent und Autor. In der Sendung schlüpfte er in verschiedene Rollen; in den Live-Sketchen und Einspielfilmen war er u. a. als Winnetou (als Parodie der Karl-May-Filme), Spuck (als Persiflage auf Spock von Raumschiff Enterprise), Sissi oder Model für Calvin Klein zu sehen.
- Christian Tramitz
- Rick Kavanian
- Diana Herold

## Gastauftritte
Gelegentlich waren in der Bullyparade auch prominente Gäste zu sehen. Dies waren unter anderem DJ BoBo, Olli Dittrich, Anke Engelke, Erkan und Stefan, Herbert Feuerstein, Sky du Mont, DJ Ötzi, Bastian Pastewka, Stefan Raab und Sasha.

## Serien innerhalb der Sendung
Das Konzept der Serie bilden verschiedene Sketche. Größtenteils sind es Parodien zu existierenden Filmen oder Romanen.
Bully und die Tapete
In den ersten Staffeln stand Bully (damals noch mit langen Haaren) alleine vor einer Tapetenwand und erzählte Geschichten aus dem Leben. Das besondere war, dass er immer Begriffe eines bestimmten Themas wie Automarken, Städtenamen oder Fernsehserien in den Text eingebaut hat.
Beispiel:
„Hallo, Volvo nicht ein bisschen chinesisch essen gehen.“
„Komm doch einfach Mitsubishi, anschließend Suzuki.“
Eingeleitet wurde diese Rubrik stets von dem Satz „Hallo, Freunde der leichten Unterhaltung. Ich heiße Bully, aber das macht nichts.“, wobei beim letzten „ts“ immer stark gelispelt wurde.
Die drei Kastagnetten
Bully, Rick Kavanian und Christian Tramitz spielen drei namenlose Herren, die in schwarze Anzüge gekleidet, schwarze Sonnenbrillen tragend vor einer Pappwandecke stehen und sich voneinander abgewandt schnell sprechend und mit vielen Wortwiederholungen oder -fortbildungen unterhalten. Der Humor entsteht dabei durch die sprachliche und inhaltliche Absurdität.
Textbeispiel:
„Mein Cousin spielt die Tuba kolossal.“
„Mein Onkel hatte auch Tuberkulose.“
„Ich habe keinen Bock mehr.“
„Das tut mir leid – Selbstmord?“
„Nein, Wildwechsel.“
„Ich habe auch mal wild gewechselt.“
„Sie haben bei ihrer Ex gewildert.“
„Wilderer wildern oft wider Willen.“
„Ich habe viele Villen.“
„Ich dagegen bin willenlos.“
„Lassen Sie sofort meinen Willi los!“
„Dein Willi geschehe.“
„Mein Willi brennt.“
„Sie meinen Willy Brandt?“
(Kavanian mit Brandt-Stimme) „Ja genau, den meinte ich.“
Der Name der Rubrik geht auf den ersten Trialog der Herren zurück, der sich um Kastagnetten drehte. In den ersten Staffeln erzählten die Herren ursprünglich eine fortlaufende Geschichte. Um die Anschlüsse der Geschichten in Erinnerung zu rufen, wurde unmittelbar vor dem neuen Einspieler stets der vorangegangene gezeigt. Erst in späteren Staffeln, als die Trialoge Live vor Publikum aufgenommen wurden, behandelten sie jeweils gesonderte Geschichten.
Die aktuelle Ted-Umfrage
Michael Herbig spielt einen Lederjacken tragenden, stets Kaugummi kauenden und/oder rauchenden Charakter mit übertrieben extremer Haartolle (in einer Parodie eines Teddy Boy), der immer das Ergebnis einer Ted-Umfrage präsentierte. Die Bezeichnung Ted-Umfrage war hier jedoch ein Wortspiel, denn es war nicht etwa eine TELE-DIALOG- (kurz: TED)-Umfrage gemeint, sondern der hier von Michael Herbig verkörperte Charakter hieß Ted und machte immer eine Straßenumfrage. Der Witz lag hier zum einen in der Absurdität der Frage wie beispielsweise „Bist du öfter hier“ und zum anderen in den Antworten.
The Funky Brothers
New Yorker 1970er-Jahre-Typen DJ Sugarfly (Rick Kavanian) und Climax Bruno (Bully), die im Stil von James Brown herumlaufen. Vorbild waren die Blues Brothers.
Unser (T)Raumschiff
Unser (T)Raumschiff ist eine Parodie der Fernsehserie Raumschiff Enterprise von Gene Roddenberry, deren Figuren unter abgeänderten Namen mit homosexuellen Neigungen und „tuntig“ dargestellt werden. Die Mannschaft besteht aus Kapitän Kork (Christian Tramitz), Mr. Spuck bzw. Spucki (Bully), Schrotti, Pulle und Mr. Solo (jeweils Rick Kavanian). Aus der Serie und ihren Charakteren wurde das Konzept zu (T)Raumschiff Surprise – Periode 1 entwickelt. Vorläufer war die Radio-Sketchreihe Raumschiff Sonderpreis (mit Kpt. Kork, Mr. Spuck und dem notorisch betrunkenen Schiffsarzt Pulle). Sie lief auf RTL Radio während der Zeit als Oldiesender jahrelang, bevor Michael Herbig die Reihe in der Bullyparade einführte.
Sissi – Wechseljahre einer Kaiserin
Parodie des Films Sissi – Schicksalsjahre einer Kaiserin von Ernst Marischka. Vorläufer von Lissi und der wilde Kaiser.
Winnetou
Parodie der gleichnamigen Filme nach Karl May und Vorläufer des Kinofilms Der Schuh des Manitu.
Arnold Schwarzenegger / Terminator
Parodie des Films Terminator, Christian Tramitz verkörpert den Terminator (im Original von Arnold Schwarzenegger gespielt).
Heidi
Parodie der gleichnamigen Figur von Johanna Spyri. Mit Heidi (Bully), Heidis Großvater (Christian Tramitz) und dem Ziegenpeter (Rick Kavanian).
Pavel und Bronko
Hierbei handelt es sich um eine fiktive tschechische Talkshow, in der sich Pavel Pipovič (Kavanian) und sein alter Kollege Bronko Kulička (Tramitz) meist über jüngst vergangene Ereignisse unterhalten. Worte, die eigentlich auf -ig und -lich enden, enden dabei immer auf -itsch und -litsch, außerdem steht immer ein zum Bersten gefüllter Aschenbecher zwischen den beiden und beide rauchen während der Sketche.
Klatschkaffee mit Dimitri
Eine Prominententalkshow, in der der Moderator Dimitri (Kavanian) Gäste einlädt und sie interviewt. Die Mehrzahl der Gäste wurde von Christian Tramitz gespielt, aber auch Bully kam hier zum Teil zum Einsatz. Dimitris Hang zur Silben- und Wortteilverwechslung, z. B. „Scheinführerprüfung“, war eines der Hauptmerkmale dieser Rubrik.
Die Kasirske Brothers
Die sächsischen Brüder Jens (Kavanian) und Jörg (Tramitz) sagen in breitem Dialekt ihrer Umwelt den Kampf an, präsentieren z. B. Popo-Versohl-Geräte oder erpressen den Coca-Cola-Konzern. Unter ihrer besonderen Beobachtung stehen „verschissene West-Ärsche“.
Batman und Robin
Parodie auf die Serie Batman (Kavanian) und Robin (Tramitz) der 1960er Jahre.
Christian und Daniel – Piloten aus Leidenschaft
Zwei geschniegelte, leicht tuntig angehauchte Piloten, die sich mal streiten, wer fliegen und wer andererseits trinken darf, und dann wiederum über die unverschämten Tornado-Flieger lästern, die ihnen die Vorfahrt nehmen.
Knoff-Hoff-Show
Parodie der gleichnamigen Sendung von Joachim Bublath (Bully).
Cowboys täglich
Mit Bobby McGee (Rick Kavanian) und Lonely Wolf Jack (Christian Tramitz).
Yeti am Mittag
Der Yeti (Kavanian) lädt prominente Gäste zum Talk ein. Nicht selten ist der Gast Reinhold Messner, gespielt von Christian Tramitz. Namensgeber war die Sat.1-Sendung Vera am Mittag.
Ronny, Lutz und Löffler
Hierbei handelt es sich um drei ewige Studenten, die fortwährend Wortverwechslungen begehen. Aus diesem Sendungsteil ging später Radio aktiv – 108.8 MHz hervor (siehe unten).
Die total beschissene Clique
Mit Ecke (Christian Tramitz), Molle (Rick Kavanian) und Kante (Bully). Die drei unterhalten sich meistens über vergangene oder geplante Aktivitäten mit Bekannten, die nur namentlich erwähnt werden. Die meist skurrilen, aber thematisch passenden Namen sowie meist nur schwer nachvollziehbaren Schlussfolgerungen sorgen hier für die Lacher.
Latrine – Die Soap auf dem Klo
Mit Ulf (Christian Tramitz), Willy (Bully) und René (Rick Kavanian).
Bullys Partnerbörse
Diverse reale und fiktive Personen (Arnie, Meister Proper) sowie Figuren aus anderen Show-Teilen (Yeti, Batman oder Jens Kasirske), aber zum Teil auch ganze Gruppen wie z. B. die Besatzung des (T)Raumschiffs, suchen nach bestimmten Personen oder Dingen oder haben sie wegzugeben.
Radio aktiv – 108.8 MHz
Mit DJ Rock’n Ronny (Christian Tramitz), Grandmaster Löffler (Rick Kavanian) und MC Lucky Lutz (Bully). Alle drei Personen sind anscheinend „Ökos“ und glauben, dass die Pseudonyme cool klingen. Das normale VHF-Band II, in dem Radioprogramm ausgestrahlt werden darf, geht nur bis 108 MHz und somit könnte niemand mit einem normalen UKW-Empfänger das Programm hören. Trotzdem produzieren die drei fleißig Sendungen mit Themen, die für sie spannend, für alle anderen aber meistens banal oder überhaupt nicht von Interesse sind.
Kasperl
Eine Anlehnung an das österreichische Kasperltheater, die dadurch glänzte, dass Kasperl von Bully gespielt wurde und immer fröhlich war, während die anderen Charaktere (oft gespielt von Christian Tramitz) immer grimmig waren. Eine andere Version des Kasperl ist das Kaspürlü, mit Rick Kavanian als türkischem Kasperl, Tramitz als hyperaktivem Tier und Bully als Seppel.
Calvin-Klein-Werbung
Parodie damals aktueller Calvin-Klein-Werbespots mit dem Slogan: Just …, for a man and a woman, from Calvin Klein.
Peter Lustig / Löwenzahn
Parodie der gleichnamigen Sendung.
Herr Beisel
Herr Beisel (Christian Tramitz) ist als fliegender Reporter der Bullyparade unterwegs und berichtet Bully, wo er sich gerade aufhält und welcher Sache er journalistisch auf den Grund geht. Charakteristisch sind die hohe Stimme und die abgehackte Sprache des Reporters.
Outtakes
Später wurden in der Sendung auch Pannen während des Drehs von aufgezeichneten Sketchen, die meist in derselben Sendung zuvor gezeigt wurden, ausgestrahlt.

## Bullyparade – Der Film
Michael „Bully“ Herbig drehte mit Christian Tramitz und Rick Kavanian im Jahr 2016 den Episodenfilm Bullyparade – Der Film, der im Sommer 2017 zum 20-jährigen Jubiläum der Bullyparade erschien.

## Auszeichnungen
Goldene Rose von Montreux:
- 1998: Nominierung für die „Bullyparade“
- 1999: Nominierung für die „Bullyparade“
- 2002: Nominierung für die „Bullyparade“

Deutscher Fernsehpreis:
- 2000: Nominierung für die „Bullyparade“
- 2001: Nominierung für die „Bullyparade“